# Canato Cazar
Canato Cazar ou Cazária foi um Estado medieval criado por um povo nômade, os Cazares. Surgiu do Grão-Canato Turco Ocidental. Controlava o território da Ciscaucásia, as regiões do Baixo e Médio Volga, o moderno Noroeste do Cazaquistão, o Mar de Azove, a parte oriental da Crimeia, bem como as estepes e as estepes florestais da Europa Oriental até ao Dnieper. O centro do Estado foi originalmente localizado na parte costeira do moderno Daguestão, mais tarde mudou-se para o curso inferior do Volga. Parte da elite dirigente converteu-se ao judaísmo. Por muito tempo, a Cazária competiu com o Califado árabe na luta pelo domínio na região da Transcaucásia. Várias uniões tribais eslavas orientais eram politicamente dependentes dos Cazares.

## História

### História antiga -século VI
Inicialmente, os cazares eram uma das muitas tribos nômades que se mudaram da Ásia durante a Grande Migração das Nações. Eles falavam uma das primeiras línguas turcas e, como pode ser julgado por dados indiretos, aparentemente pertenciam às tribos do grupo ogur, a primeira das quais apareceu na Europa em 463. A primeira notícia confiável sobre os cazares é considerada a menção na lista dos povos listados por Pseudo-Zacarias em 555. A região da Bersilia aparece nas fontes como sua pátria europeia, localizada na parte plana do moderno Daguestão.
Na primeira metade do século VI, os cazares estavam sob a influência da unificação dos sabires, como parte de suas tropas fizeram incursões bem-sucedidas na Transcaucásia. O Irã sassânida, dono da região, dificilmente repeliu esse ataque. Sob o Xá Cosroes I (r. 531–579), os persas construíram as famosas fortificações de Derbente, que bloqueavam a passagem estreita entre o Mar Cáspio e as montanhas do Cáucaso, mas ainda não se tornaram uma panaceia para invasões nômades. A tradição atribui a Cosroes a construção das futuras cidades cazares no Daguestão, Balanjar e Samandar. Ambos os pontos eram originalmente os centros das tribos de mesmo nome. Samandar pode estar relacionado com a tribo zabender, relacionada com os ávaros, que, seguindo os sabires, passaram pelo Cáucaso na década de 550.
Em 562, os sabires foram derrotados pelo Irã e, junto com parte dos czares, foram reassentados na Transcaucásia. Um fragmento da União Sabir continuou a existir no Daguestão, onde era conhecido sob o nome de "hunos".
A ascensão dos cazares está ligada à história do Grão-Canato Turco, com os governantes dos quais os governantes cazares provavelmente eram relacionados. Os turcos do Altai, liderados por caganos do clã Achina, criaram um enorme império em 551, que logo se dividiu em partes leste e oeste. Na segunda metade do século VI, a órbita do Grão-Canato Turco Ocidental atingiu as estepes do Mar Cáspio-Negro, e todas as sociedades locais reconheceram sua supremacia.